# 매리언 마셜

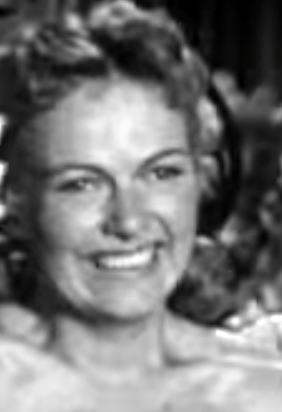

매리언 마셜(영어: Marion Marshall, 1930년 6월 8일 ~ 2018년 9월 24일)은 미국의 배우이다.
로스앤젤레스에서 태어났다.

## 영화
- 건 (1967년)
- 런 위드 더 데블 (1963년)
- 페리 메이슨 (1957년)
- 더 스투지 (1952년)
- 세일러 비워 (1952년) - 힐다 존스 역
- 댓츠 마이 보이 (1951년)
- 와바시 애비뉴 (1950년)
- 몬테즈마의 영웅들 (1950년)
- 나는 전쟁 신부 (1949년)
- 거짓 편지 (1948년)
- 아일랜드의 운수 (1948년)
- 데이지 케년 (1947년)